# Équipe de Russie féminine de rugby à XV
L'équipe de Russie de rugby à XV féminin est constituée par une sélection des meilleures joueuses russes.

## Palmarès

### Parcours enCoupe du monde
| Sélections | 1991 | 1994 | 1998 | 2002 | 2006 | 2010 | 2014 | 2017 |
| Russie     | -    | 11e  | 16e  | Non  | Non  | Non  |      | Non  |
| URSS       | 12e  | -    | -    | -    | -    | -    | -    | -    |

## Principales joueuses d'hier et d'aujourd'hui
- Rimma Petlevannaya